# Resolutie 1535 Veiligheidsraad Verenigde Naties
Resolutie 1535 van de Veiligheidsraad van de Verenigde Naties werd op 26 maart 2004 unaniem door de VN-Veiligheidsraad aangenomen. De resolutie hervormde het Antiterrorismecomité van de Veiligheidsraad.

## Inhoud

### Waarnemingen
De Veiligheidsraad bevestigde nogmaals dat terrorisme een van de grootste bedreigingen van de vrede en veiligheid vormde. De landen werden eraan herinnert dat maatregelen die ze namen tegen terrorisme overeenstemden met het internationaal recht. Ze werden ook opgeroepen partij te worden van alle internationale verdragen en protocols inzake terrorisme en initiatieven ter zake te steunen.
Met resolutie 1373 (2001) had de Veiligheidsraad het Anti-Terrorisme Comité opgericht dat goede vooruitgang had gemaakt. Verder speelden ook internationale organisaties een belangrijke rol. Vele landen hadden problemen bij de uitvoering van resolutie 1373 en moesten het comité om bijstand vragen.

### Handelingen
Er werd beslist dat het comité werd herschikt en zou bestaan uit een Plenaire, bestaande uit alle leden van de Veiligheidsraad, en een Bureau, bestaande uit de voorzitter en vicevoorzitters, dat werd bijgestaan door het Uitvoerend Directoraat van het Antiterrorismecomité of CTED. Deze speciale politieke missie werd initieel opgericht tot 31 december 2007 en moest het toezicht op de uitvoering van resolutie 1373 verbeteren. De Secretaris-Generaal werd gevraagd zo snel mogelijk de directeur-generaal van de CTED aan te stellen.

## Verwante resoluties
- Resolutie 1526 Veiligheidsraad Verenigde Naties
- Resolutie 1530 Veiligheidsraad Verenigde Naties
- Resolutie 1566 Veiligheidsraad Verenigde Naties
- Resolutie 1611 Veiligheidsraad Verenigde Naties (2005)

Lijst ·  1522 ·  1523 ·  1524 ·  1525 ·  1526 ·  1527 ·  1528 ·  1529 ·  1530 ·  1531 ·  1532 ·  1533 ·  1534 ·  1535 ·  1536 ·  1537 ·  1538 ·  1539 ·  1540 ·  1541 ·  1542 ·  1543 ·  1544 ·  1545 ·  1546 ·  1547 ·  1548 ·  1549 ·  1550 ·  1551 ·  1552 ·  1553 ·  1554 ·  1555 ·  1556 ·  1557 ·  1558 ·  1559 ·  1560 ·  1561 ·  1562 ·  1563 ·  1564 ·  1565 ·  1566 ·  1567 ·  1568 ·  1569 ·  1570 ·  1571 ·  1572 ·  1573 ·  1574 ·  1575 ·  1576 ·  1577 ·  1578 ·  1579 ·  1580